# Mamas tuberosas
Las mamas tuberosas son una malformación o deformación de las mamas, que se presenta desde el desarrollo puberal. Puede ocurrir que el tejido que cubre la glándula mamaria presente una rigidez excesiva y no se expanda adecuadamente juntamente con el crecimiento progresivo de la glándula mamaria, esta situación puede provocar que a medida que la glándula crece, se sienta presa en la piel que no se expande, y tenga la tendencia a herniarse y salir por el lugar con menor resistencia, que es la fina piel del pezón. Esta situación, puede afectar a una o ambas mamas.

## Denominación
Reciben varias de denominaciones: mamas tubulares, mamas tuberosas, mamas constreñidas, mamas caprinas, hernia areolar, hipoplasia del polo inferior. Pero los cirujanos prefieren englobarlas bajo el nombre de "mamas con defecto en la base de implantación".

## Etiología
La mama tuberosa es una malformación, no hereditaria necesariamente pero si con cierta tendencia al agrupamiento familiar. En una misma familia puede haber un solo caso de mamas tuberosas, o bien ser varios. A pesar de ser una malformación de nacimiento, debido a sus particularidades y a que afecta a un órgano que no se desarrolla hasta la pubertad, no se puede saber si una niña lo va a padecer hasta que no inicia su vida reproductiva. Se trataría por lo tanto de una malformación que se manifiesta como una anomalía del desarrollo.
Se produce durante el desarrollo de la mama, esta crece a partir de una base de implantación exactamente en su raíz de crecimiento donde se unen al músculo pectoral, en donde existe un anillo fibroso o banda de constricción, que es una especie de tendón que impide su extensión por todo el tórax, ocupando lo que sería su espacio natural teórico. Este anillo se situada periféricamente al complejo areola-pezón, y delimita su crecimiento circular a una pequeña área torácica en cada hemitórax. Al iniciar su desarrollo la mama se encuentra estrangulada por este anillo, por lo que solo puede crecer por dentro del mismo, adquiriendo su peculiar forma.
El resultado final, es que la mama no puede desarrollarse hacia el polo inferior y, al tener un punto menor de resistencia a nivel de la areola, la glándula en crecimiento se hernia hacia el complejo areola-pezón, dando como resultado, que el aspecto al final sea el de unas mamas demasiado separadas, con un polo inferior corto y con una forma tubular. Además, como estas mamas solo pueden desarrollarse en su aspecto más central, suelen tener las areolas demasiado grandes y dilatadas.

## Fisiopatología

### Anomalías anatómicas
Las anomalías que se pueden encontrar en las mamas tuberosas las podemos concretar en:
- Anillo de constricción en la base : Alteración de la base de implantación de la mama (que no tiene la forma redondeada normal) y constricción del surco submamario, que suele estar más elevado y ser más corto (la distancia del surco submamario al pezón es menor de lo normal).

- Deformaciones en su visión horizontal: La alteración de la dimensión horizontal, es una mama de base muy estrecha.

- Deformaciones en su visión vertical: Alteración en el crecimiento mamario, con falta de desarrollo de los cuadrantes inferiores, lo que le da el aspecto tubular y alargada a la mama.

- Aréola de gran tamaño: Areolas excesivamente grandes y/o con aspecto protruido.

- Anomalías del volumen mamario: siendo la mayoría mamas pequeñas, aunque también hay casos de volumen normal o aumentado.

- Asimetría mamaria: está presente en más de 2/3 de los casos.

- Anomalía bilateral: las dos mamas son generalmente tuberosas y todos los grados pueden estar asociados.

### Alteraciones asociadas
Además hay otros aspectos secundarios o asociados que con cierta frecuencia forman parte de los hallazgos clínicos en mujeres de mamas tuberosas. Aunque no siempre están presentes en su totalidad ni con igual intensidad, hay mucho polimorfismo en la mama tuberosa por lo que cada mujer tendrá su propia peculiaridad.
- Rasgos faciales: Una de ellas es un tipo de cara, compuesta por ojos rasgados (ángulo externo ligeramente más elevado que el interno), pestañas prominentes, cejas separadas, piel uniforme, escaso vello, facciones grandes, etc. En general suelen ser mujeres de gran belleza canónica.

- Anomalías digitales: Igualmente es común encontrar pequeñas anomalías de la forma de los dedos de la mano o de los pies. En la mano puede haber un dedo meñique inclinado o más corto, desproporción entre pulgar y dedos largos, uñas cortas con falanges distales desproporcionadamente pequeñas, rotaciones, etc. En los dedos de los pies aparecen sindactilias (fusiones), anomalías de tamaño, pies cavos o planos, etc.

- Lipodistrofia: Una de las acepciones de lipodistrofia (literalmente grasa anormal) es un tipo de acúmulo graso que no está destinado a acumular calorías y que está presente desde la adolescencia, pues se trata de parte de la anatomía, es decir da forma al cuerpo. Las mujeres con mamas tuberosas, frecuentemente presentan un rodete graso a nivel de la cintura lumbar y en otra placa en el abdomen inferior, sin que por ello padezcan necesariamente sobrepeso.

- Piel uniforme: La piel de todo el cuerpo es muy similar, hay escasas diferencias entre cara, cuello, tronco abdomen y piernas.

- Otras anomalías: Es muy frecuente que la mama tuberosa vaya acompañada de otras pequeñas anomalías anatómicas en órganos internos, sin que por ello tengan necesariamente que dar síntomas o convertirse en un problema. Los órganos más afectados son el esqueleto y aparato locomotor, el riñón y el corazón. Algunos ejemplos pueden ser soplos cardíacos funcionales benignos, anomalías en la forma renal y vías urogenitales, etc. A nivel metabólico, y probablemente por causas hepáticas, puede existir una aceleración o un retardo en los procesos de eliminación farmacológicos.

## Clasificación

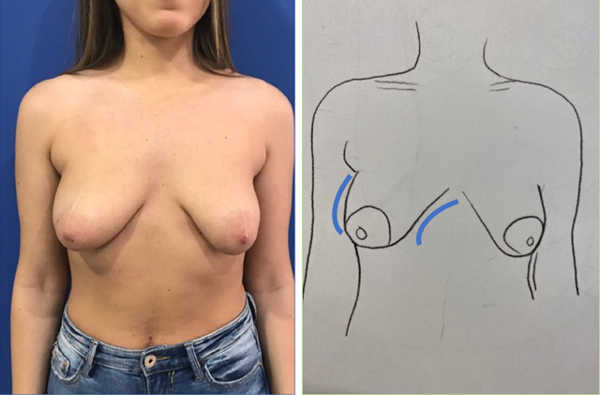
Mamas tuberosas de grado I

La clasificación de Grolleau y col, divide la mama en cuatro cuadrantes y determina 4 grados de deformidad:
- Grado I

Corresponde a un 56% de los casos.
La mama esta atrófica en el cuadrante infero-interno.
Generalmente la deformidad es bilateral.
Son mamas grandes y caídas.
La areola se encuentran desviadas hacia abajo y adentro, siendo el volumen de la mama normal o hipertrófico. 
- Grado II.

Corresponde a un 26% de los casos. Los dos cuadrantes inferiores son deficientes en su desarrollo. En estos casos la areola esta desviada mirando hacia abajo. 
Se caracterizan por hipoplasia de los cuadrantes inferiores.
El complejo areola-pezón está desviada mirando hacia abajo. 
La areola suele ser extremadamente grande.
- Grado III.

Corresponde a un 18% de los casos. 
Tiene las mismas características que la tipo II (falta de desarrollo de los cuadrantes inferiores) pero con insuficiente piel de la areola al surco submamario.
Todos los cuadrantes están afectados y son deficientes, la base mamaria se encuentra retraída y la mama tiene un aspecto de tubérculo o caprino. 
- Grado IV.

Es el tipo más severo.
Están afectados los 4 cuadrantes.
La base mamaria esta retraída (tanto en su eje horizontal como vertical).

## Cuadro clínico
Las mamas tuberosas pueden ser grandes o más habitualmente pequeñas y presentan una serie de características: Areolas grandes, herniación de la glándula a través de la areola, surco submamario alto y estrecho.
Su aspecto es el de unas mamas demasiado separadas, con un polo inferior corto y con una forma, en mayor o menor medida, “tubular”. En muchos casos hay un cierto grado de caída y de herniación de la areola con un diámetro excesivo de la misma. Funcionalmente la mama tuberosa tiene perfecta capacidad para amamantar hijos, y no tiene mayor incidencia de enfermedades del pecho o tumores.

### Afectación psicológica
Aunque solo es una irregularidad cosmética, las personas con pechos que sufren de mamas tuberosas en su grado más desarrollado, afecta de una forma importante la estabilidad emocional, alterando su manera de relacionarse, pueden llegar a padecer muchos complejos e inseguridades, a menudo puede causar baja autoestima, lo que podría conducir a otros problemas relacionados con la salud mental.

## Tratamiento
Actualmente el único tratamiento que existe es el quirúrgico. Si se trata de una anomalía muy leve puede subsanarse con un implante, pero en casos más graves se procede a una remodelación glandular completa. En la mayoría de los casos, el procedimiento finaliza con la implantación de una prótesis.